# Jan Lenferink
Jan Lenferink (* 30. Oktober 1950 in Geesteren (Provinz Gelderland)) ist ein ehemaliger niederländischer Radrennfahrer.

## Sportliche Laufbahn
Lenferink war im Straßenradsport aktiv. 1972 holte er einen Etappensieg in der Olympia’s Tour. 1974 gewann er das Eintagesrennen Ronde van Overijssel vor Alfons van Katwijk.
1973 bestritt Lenferink die Internationale Friedensfahrt und kam auf den 67. Rang der Gesamtwertung. Mit der Nationalmannschaft startete er auch in der Rheinland-Pfalz-Rundfahrt und in der Polen-Rundfahrt.